# Доброхотов, Николай Фёдорович
Николай Фёдорович Доброхотов (1879 — 1938) — российский революционер, советский государственный и политический деятель.

## Биография
Родился 22 мая 1879 года в селе Рождествено Боровской волости Даниловского уезда Ярославской губернии в семье сельского священника; о последнем факте в биографиях никогда не упоминал. Окончил Ярославскую духовную семинарию.

### Революционная деятельность
Начал работать учителем в Спас-Киприановской школе Вятской волости. Активно вёл антиправительственную пропаганду среди крестьян, что привело к доносу и увольнению, после чего в 1905 году был переведён в Заозерскую школу Угличского уезда. В 1906 году вступил в РСДРП (большевик) и уже как член этой партии занимался агитационно-пропагандистской работой в деревне, распространял запрещённую литературу, за что в 1907 году был уволен. В связи с трудным материальным положением пел в церковном хоре Спасского монастыря, проживал в его общежитии; одновременно продолжал партийную работу. Дважды подвергался аресту, провёл несколько месяцев в тюрьме. В 1910—1913 годах работал учителем в Пермской губернии.
В 1915 году призван в армию. Службу проходил в Ярославле рядовым 211-го запасного пехотного полка. После Февральской революции начал активную политическую деятельность, стал влиятельной фигурой в Ярославском совете солдатских депутатов. В мае 1917 года возглавил губернское бюро советов. В августе вошёл в состав городского комитета по охране революции, который распустил офицерские организации, расформировал ударные батальоны, сместил начальника гарнизона. В сентябре 1917 года как представитель от Ярославля присутствовал на совещании в большевистском ЦК, на котором рассматривался вопрос о скорейшем переходе власти в руки советов. В октябре 1917 года находился в Петрограде, участвовал в работе II Всероссийского съезда советов, решения которого закрепили приход к власти большевиков.

### Политическая деятельность
4 ноября 1917 года избран председателем исполкома Ярославского городского совета. Одновременно с 10 ноября стал временным комиссаром гарнизона, фактически его начальником. В феврале 1918 года на заседании объединённого съезда советов губернии был избран председателем губернского исполкома, то есть главой исполнительной власти в губернии. Главой горисполкома стал Д. С. Закгейм, с которым у Доброхотова возникли серьёзные расхождения, в частности в вопросе о Брестском мире, в ратификации которого Доброхотов принимал участие на VII экстренном съезде партии и IV чрезвычайном съезде советов. За несколько недель до начала антибольшевистского восстания в Ярославле Доброхотов был освобождён от должности, сохранив членство в губисполкоме. Главы городского и губернского исполнительных комитетов Д. С. Закгейм и С. М. Нахимсон были расстреляны в начале восстания.
Доброхотова направили для партийной работы в Тутаевский уезд, уже в сентябре 1918 года он возглавил уездный комитет партии и стал членом исполкома уездного совета. Делегат VIII съезда партии. В марте 1919 года был вызван в Москву в распоряжение ЦК партии. В начале июля появился в Ярославле в качестве представителя ЦК с широкими полномочиями в связи с многочисленными крестьянскими и дезертирскими восстаниями в губернии (общее число восставших достигало 25 тысяч человек). Председательствовал на заседаниях губкома партии и губисполкома. В середине июля прежний председатель губисполкома Цветков сдал все дела Доброхотову как временному главе исполнительной власти. Приняв ряд неотложных мер, созвал внеочередную губернскую партконференцию, на которой избрали новое руководство.
По решению ЦК он был направлен на Украину. Возглавлял Херсонский исполком, занимался созданием укрепрайона для предотвращения прорыва врангелевских войск на правый берег Днепра. Характеристика ЦК Компартии Украины: «Старый партиец с хорошей большевистской закалкой… В политической обстановке ориентируется быстро… К склокам непричастен. Работник губернского масштаба».
17—25 апреля 1923 года делегат с решающим голосом  XII съезда РКП(б) от Подольской парторганизации.
В 1924—1925 годах занимал пост народного комиссара труда Украинской республики и одновременно возглавлял центральную комиссию по борьбе с безработицей. Затем несколько лет управлял организацией «Союзкартофель».

### Последние годы
Заболел туберкулёзом и в 1929 году по инвалидности вышел на пенсию. Жил у сестры-учительницы в деревне Верхний Починок Березняковского сельсовета Даниловского уезда. Не занимал никаких должностей, но активно участвовал в коллективизации, в организации колхоза «Заря», добился закрытия церкви и создания в ней механизированной мельницы, строительства школы-семилетки. Собирал материалы по подавлению Ярославского мятежа для редакции многотомной «Истории гражданской войны».
В условиях начавшихся репрессий старый принципиальный большевик оказался неудобен для местных властей. Он неоднократно писал в Москву в защиту арестованных сельских коммунистов, иногда добиваясь успеха; позволял себе обвинять прибывших в колхоз на показательный судебный процесс прокурора и работника райкома в пьянстве и предрешённости дел. Летом 1937 года Даниловский райком партии обвинил Доброхотова в сокрытии участия в троцкистской оппозиции 1927 года. 22 июня было начато и окончено персональное дело: пенсионера обвиняли, например, в том, что колхозы Березняковского сельсовета «за последние два года оставляли на полях до половины выращенного хлеба». В этот же день Николай Фёдорович был исключён из партии, на следующий — арестован, а 6 октября 1938 года по приговору Военной коллегии Верховного суда СССР — расстрелян. Захоронен в братской могиле у деревни Селифонтово под Ярославлем.
В 1958 году реабилитирован. В его честь в июле 1980 назван проезд в Ярославле. При обнаружении захоронения в 1989 году останки Доброхотова были идентифицированы по большой берцовой кости — он был двухметрового роста.